# Интернет в Дании
Асимметричная цифровая абонентская линия или ADSL (от англ. Asymmetric Digital Subscriber Line) была введена в Дании в 1999 году. Причём технология была введена на практически государственном уровне, и в настоящее время в Дании 97% пользователей от всего населения.

## Общие положения
Большинство интернет-провайдеров Дании не имеют собственных объектов инфраструктуры, в результате чего, так называемая последняя миля принадлежит исключительно бывшим государственным монополистам в связи TDC (сокр. от Tele Danmark Communcations). 
Основными провайдерами и поставщиками услуг интернет в Дании являются:
- TDC (включая YouSee, Fullrate, A+, Dong Fiber)[1].
- Норвежская телекоммуникационная компания Telenor. В Дании её представляет компания-провайдер Telenor Denmark (включая Cybercity, Sonofon и Tele2 DK). Как заверяют в самой компании, количество DSL-клиентов, пользующихся услугами Telenor, составляет более 200 тысяч[2].
- Шведская телекоммуникационная компания TeliaSonera, со своим представительством в Дании — Telia (включает в себя компании Stofa, DLG Tele, Debitel)[3].
- Другие провайдеры:
  - CPH-Metronet
  - ComX Networks[4].
  - EnergiMidt[5].
  - Dansk Bredbånd
  - Небольшие компании специализирующиеся на домашней волоконно-оптической связи или FTTH (от англ. Fiber to the x)[6].

## Статистические данные
По данным на 2010 год в Дании насчитывается около 4,750 миллионов пользователей интернет, что составляет 86,1% населения.